# ジョン・ジョンストン (市長)
ジョン・ジョンストン（Dr. John Johnstone、1661年 - 1732年9月3日）はアメリカの政治家。 

## 略歴
George Scot of Pitlochieの同僚、エディンバラの薬剤師で、ヘンリー・アンド・フランシス号に乗り、1685年に米国に移住した。　1686年にスコットの娘、Euphameと結婚した。スコットは船上で死亡した。
ニュージャージー州では、ドクター・ジョンストンとして知られていた。
1686年、妻の都合でEast New Jerseyで、500エーカーのtractを付与された、1701年にさらに30,000 エーカーが加わった。East New Jerseyの土地の彼の投資にもかかわらず、最終的にニューヨークに移住し、ニューヨーク州議会に選出され、1709年と1710年に務めた。1710年から1714年の間、ニュージャージー州議会のパースアンボイの代表を務めた。1714年から1716年までニューヨーク市長を務めた。
ロバート・ハンター知事により、1715年にサミュエル・スターツの死によって空席となっていたニューヨーク州議会議員に推薦された。 最終的に1720年に任命されたが、1722年にハンターの後任ウィリアム・バーネットはジョンストンについて"without any leave obtained under the Hand and seal of any Governor or president, now resided for above two years last past in New Jersey"といい、州議会からの退任を求めた。
ニューヨークとニュージャージー州の知事を同時に務めたバーネット知事は、ジョンストンのニュージャージー州の住居について、直接の知識を持っていた。Perth Amboyを代表して、1721年に再びニュージャージー州議会に戻った。ウィリアム・トレントに暫定的に占有されながら、1721年から1722年、1725年から1729年に議長を務めた。1732年9月3日に死ぬまで、議会に残った。